# José Leon Machado
José Leon Machado  (25 de Novembro de 1965, São João do Souto, Braga) é o pseudónimo literário do português José Barbosa Machado, professor de Semiótica e de Língua e Cultura Portuguesas na Universidade de Trás-os-Montes e Alto Douro.

## Biografia
Nasceu na freguesia de São João do Souto, no centro da cidade de Braga, no dia 25 de Novembro de 1965. Filho de pais operários, viveu a infância nos arredores da cidade (Parada de Tibães, Gondizalves, Mire de Tibães e Semelhe). Frequentou a Escola primária de Mire de Tibães (1972-1976), a Escola Preparatória Dr. Francisco Sanches (1976-1978), a Escola Secundária de Sá de Miranda (1978-1981) e o Seminário Conciliar de Braga (1981-1986).
Licenciou-se em Humanidades pela Faculdade de Filosofia de Braga em 1991. Começou em 1990 a trabalhar como professor de Português na Escola Secundária de Vila Verde. Em 1997, termina o mestrado em Língua e Literatura Portuguesas na Universidade do Minho. Em 1999, vai trabalhar como assistente para a Universidade de Trás-os-Montes e Alto Douro, onde faz o doutoramento em Linguística Portuguesa (2002). Em 2009, apresenta provas de Agregação.

## Obra literária
Publicou os seguintes livros:
- A Sombra Sorridente (novela, Opsis, 1995)
- Na Ilha de Circe (romance, Opsis, 1996)
- A Margem (novela, Opsis, 1997)
- A Forma de Olhar (romance, Opsis, 1997; Edições Vercial, 2011)
- O Guerreiro Decapitado (romance, Campo das Letras, 1999)
- Fluviais (contos, Campo das Letras, 2001; Grande Prémio de Literatura dst 2002)
- Os Incompatíveis (contos, Campo das Letras, 2002; Prémio Edmundo Bettencourt 2001 da Câmara Municipal do Funchal)
- Braços Quebrados (romance, Edições Vercial, 2003)
- O Construtor de Cidades  (romance, Edições Vercial, 2004)
- Não me Guardes no Coração (romance, Pena Perfeita, 2005)
- Quero Cortejar o Sol (diário, DG Edições, 2006)
- A Bruxa e o Caldeirão (com ilustrações de Nuno Castelo; literatura infantil, Edições Vercial, 2006)
- Jardim sem Muro (contos, Edições Vercial, 2007)
- Memória das Estrelas sem Brilho (romance, Edições Vercial, 2008)
- O Cavaleiro da Torre Inclinada (romance, Edições Vercial, 2009)
- A Vendedora de Cupidos (romance, Edições Vercial, 2010)
- A Planta Carnívora (romance, Edições Vercial, 2011)
- O Sapo Envergonhado (contos infantis, Edições Vercial, 2011)
- Vórtice  (romance, Edições Vercial, 2012)
- A Porca  (romance, Edições Vercial, 2014)
- Heróis do Capim (romance, Edições Vercial, 2016)
- A Sagrada Família (romance, Edições Vercial, 2016)
- O Primeiro Instante (romance, Edições Vercial, 2018)
- Milhões (tragicomédia em dois atos, Edições Vercial, 2018)
- A Boca e a Flor (romance, Edições Vercial, 2019)
- As Rosas de Lamec (romance, Edições Vercial, 2020)
- Bolinhas de Amor (romance, Edições Vercial, 2023)
- Ao Sol da Tarde (romance, Edições Vercial, 2023)